# Panoccitanisme

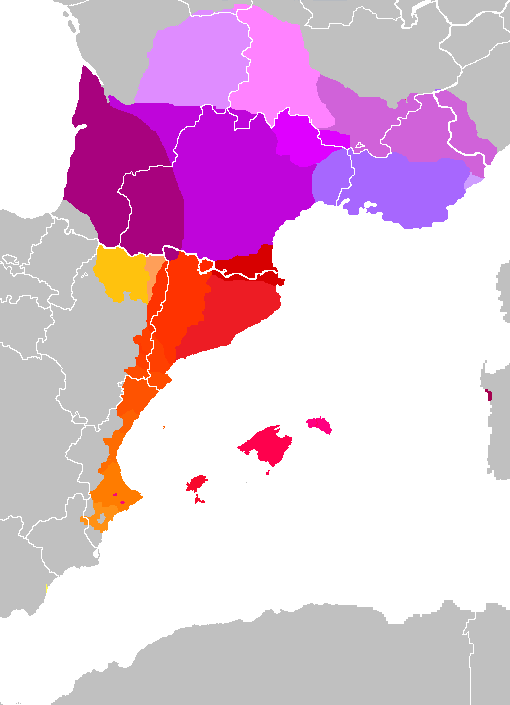
Extensió d'aragonés, català i occità

El panoccitanisme és el corrent sociolingüístic que defén la unitat cultural i política del diasistema occitanoromànic: quant a extensió geogràfica, això inclou tot Occitània, els Països Catalans i àdhuc altres regions com Arpitània. Encara que la idea d'unitat entre català i occità baix el glotònim de «llengua llemosina» era popular durant la Renaixença, amb adhesions com les de Manuel Milà i Fontanals, Marià Aguiló i Fuster, Jacint Verdaguer, Joaquim Rubió i Ors, Teodor Llorente, Antoni M. Alcover o Valentí Almirall —i opinions contràries com les de Tomàs Forteza o Menéndez Pelayo—, el catalanisme trencà amb el moviment felibre d'ençà els Jocs Florals del 1893.

Segons Lluís Fornés, la idea de «Països d'Oc» deixà de ser majoritària a partir de la publicació del manifest Desviacions en els conceptes de llengua i pàtria de Pompeu Fabra del 1934: l'article, publicat en les revistes Òc i La Veu de Catalunya, rebé contestació per part de Loís Alibèrt en forma de «comentari» en la mateixa publicació, en el qual el gramàtic llenguadocià defenia la postura de Fabra quant a la unitat i l'especificitat del català —«Sem, donc, perfieitament d'acordi amb aquel manifest en tot ço que pertoca l'independència e la personalitat lingüística e politica de Catalonha en fàcia de las terras occitanas d'aqueste costat.»—, però amb reserves quant a l'intent de separar-lo de l'occità:
| « | Nostres legeires dobtaràn pas mai de l'existència d'un grop de parlars occitano-romans clausent los parlars catalans e los parlars occitans. Aissò siá dit sens prejudici de la categoria de lenga de cultura que soscam pas a regatejar al catalàn literari, anciàn o modern. Aquela existéncia es fondada sus un substratum etnic e un desvolopament istoric comuns mai que millenaris. | » |
| — | |   |